# Elementenvloer
Een elementenvloer bestaat uit fabrieksmatig vervaardigde elementen, die als platen in de bouw worden aangebracht. Door de fabrieksmatige fabricage (prefab) is de kwaliteit van het gewapend beton soms tweemaal beter dan dat van in het werk gestorte gewapend beton, waardoor de kostprijs van de vloer voordelig kan uitvallen.
Voorbeelden zijn:
- Kanaalplaatvloer
- TT-plaatvloer
- Ribcassettevloer